# Agia Paraskevi
Die Gemeinde Agia Paraskevi (griechisch Αγία Παρασκευή (f. sg.)) ist ein Vorort der griechischen Hauptstadt Athen, der etwa zehn Kilometer nordöstlich liegt. Agia Paraskevi hat 56.839 Einwohner auf einer Fläche von mehr als 8 km².

## Geographie
Agia Paraskevi gehört zur Region Attika. Die Stadt ist am Fuß des Berges Hymettos gebaut, deshalb gibt es beträchtliche Höhenunterschiede innerhalb der Stadt. Als durchschnittliche Höhe wird 230 m angegeben. Der Vorort besteht aus sieben Stadtteilen: Agios Ioannis (Άγιος Ιωάννης), Kondopefko (Κοντόπευκο), Tsakos (Τσακός), Nea Zoi (Νέα Ζωή), Stavros (Σταυρός), Pefkakia (Πευκάκια) und Paradisos (Παράδεισος). Agia Paraskevi – wie die meisten Vororte von Athen – ist dicht bewohnt, doch wird das Ortsbild durch einige Parks und baumbewachsene Straßen aufgelockert. Der die Stadt überragende Berg ist mit Pinienwäldern bewachsen.

## Klima
Das Klima ist mediterran mit kontinentalen Elementen. Die Winter sind mild mit erhöhter Luftfeuchtigkeit und die Sommer trocken. Winters gibt es einen großen Temperaturunterschied zwischen Tag und Nacht, Schneefälle sind nicht selten (ein- bis zweimal jährlich). Fast jeden Sommer gibt es Hitzewellen mit Temperaturen bis 42 °C. Auch bei schweren Regenfällen wird die Stadt wegen der Abschüssigkeit des Geländes nie überschwemmt.

## Geschichte
Pausanias berichtet, dass in der Antike das ganze Gebiet der heutigen Stadt Agia Paraskevi zu der großen damaligen Gemeinde von Flya (Δήμος Φλύας) gehörte. Laut Pausanias war es voll mit Wäldern und jagdbarem Wild. In Flya wurden Gottheiten der Unterwelt angebetet, und es fanden geheimnisvolle Zeremonien (ähnlich wie die Mysterien von Eleusis) statt. Während der römischen Epoche lobte der Dichter Ovid die Schönheit und das gesunde Klima der Gegend.
In den letzten Jahren der byzantinischen Ära drehte sich die Geschichte Agia Paraskevis um das Leben des Klosters von „Agios Ioannis dem Jäger“. Dieses Kloster wurde im Jahre 1185 gegründet, wahrscheinlich vom Mönch „Vasilios dem Jäger“ (Vasilios o Kynigos Βασίλειος ο Κυνηγός).
Während der osmanischen Besetzung von Griechenland wurde ein kleiner Teil des Klosters abgerissen, um mit den Steinen die Akropolis von Athen zu befestigen.
Man weiß nicht genau, wann die ersten Häuser in der Gegend gebaut wurden. Bis 1931 gehörte Agia Paraskevi zur Gemeinde von Athen und später zu Chalandri. Es wurde als eine eigene Gemeinde 1931 anerkannt und eine rasche städtische Entwicklung begann. 1960 hatte Agia Paraskevi seinen landwirtschaftlichen Charakter vollständig verloren und war bereits eine entwickelte Stadt. In dem Ort verbrachte der Galerist Alexander Iolas seinen Lebensabend.
Im August 2004 während der Olympischen Sommerspiele 2004 führte eine Teilstrecke des Marathonlaufs durch die Hauptstraßen von Agia Paraskevi.

## Infrastruktur
Im Jahr 2003 wurde Agia Paraskevi durch die Autobahn Hymettos-Ring direkt mit dem Flughafen Athen (Eleftherios Venizelos) verbunden. Eine U-Bahn-Station wurde 2006 in Betrieb genommen.

## Wirtschaft
Das Forschungsinstitut NCSR Demokritos hat in Agia Paraskevi seinen Sitz, ebenso befindet sich das Sendehaus des griechischen öffentlich-rechtlichen Rundfunks im Ort.